# Oxysarcodexia flavifrons
Oxysarcodexia flavifrons är en tvåvingeart som först beskrevs av Macquart 1846.  Oxysarcodexia flavifrons ingår i släktet Oxysarcodexia och familjen köttflugor. Inga underarter finns listade i Catalogue of Life.